# 超人：红色之子
《超人：红色之子》（英語：Superman: Red Son）是一部在2003年由马克·米勒主笔由DC漫画发行在《Elseworlds》的漫画。该部漫画由3本构成，以马克·米勒的假设：“如果超人在苏联长大会是什么样？”为主题。漫画在推出后获得了积极的反响，并获得了2004年威尔埃斯纳漫画产业奖的提名。
《超人：红色之子》把DC漫画中的经典英雄角色与现实中的政治人物揉合在了一起，并将冷战的元素融合到漫画之中，虚构了一个从1953年到2001年苏联与美国两强争霸的世界。在漫画中，超人的飞船没有降落在美国的堪萨斯州，而是降落在了一个乌克兰的集体农庄里，超人并且在社会主义的环境中长大，并成为了国家英雄。在苏联电台的广播中将描述超人“......作为社会主义工人阶级的代表，他为斯大林、社会主义以及华沙条约的国际扩张而不停奋斗......”。而他的“秘密身份”（即他的养父母给他的名字）是一个国家机密。

## 其他媒體

### 動畫電影
- 《超人：紅色之子（英语：Superman: Red Son (film)）》（2020）